# Étang du Malsaucy

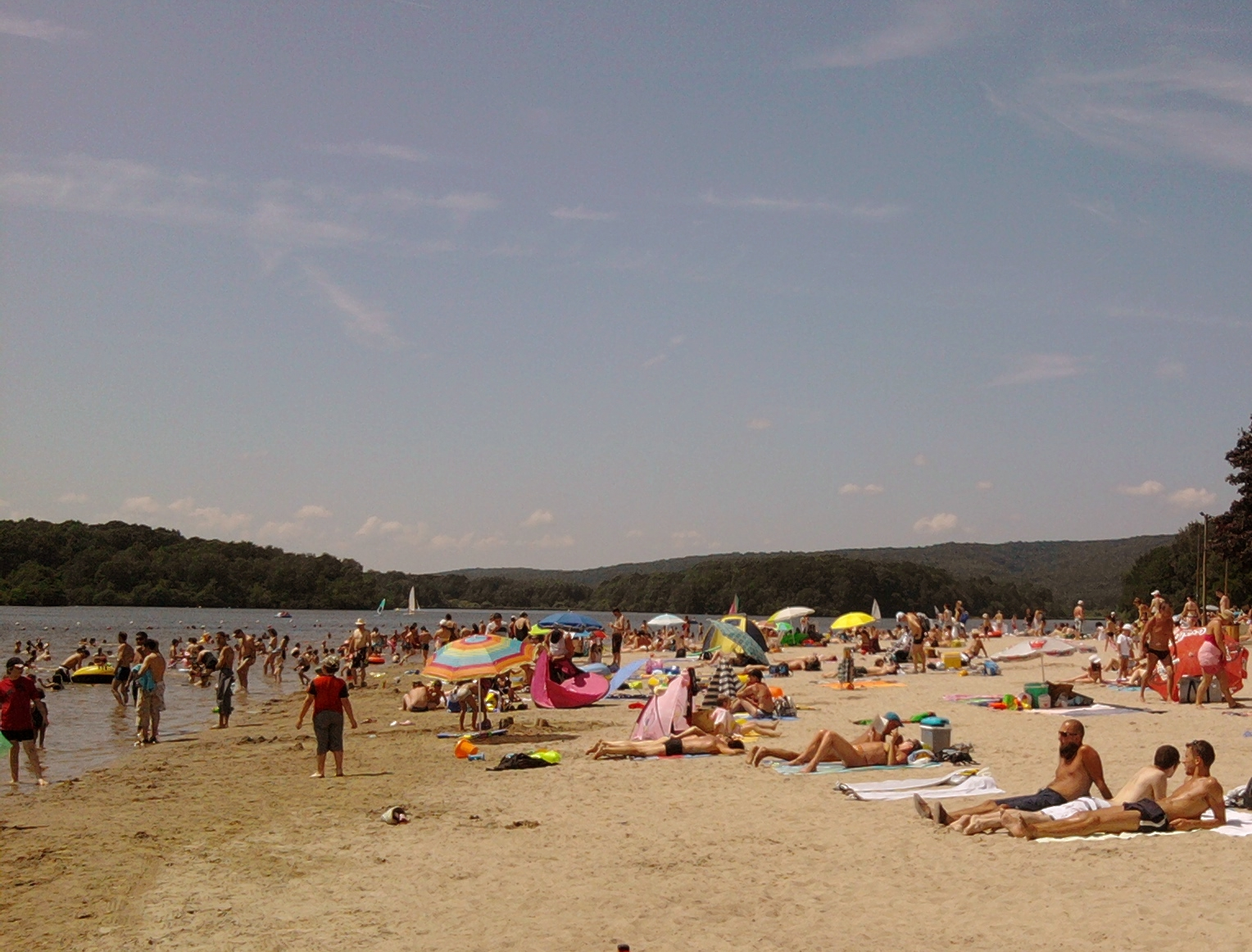
La plage du Malsaucy par un après-midi de juillet

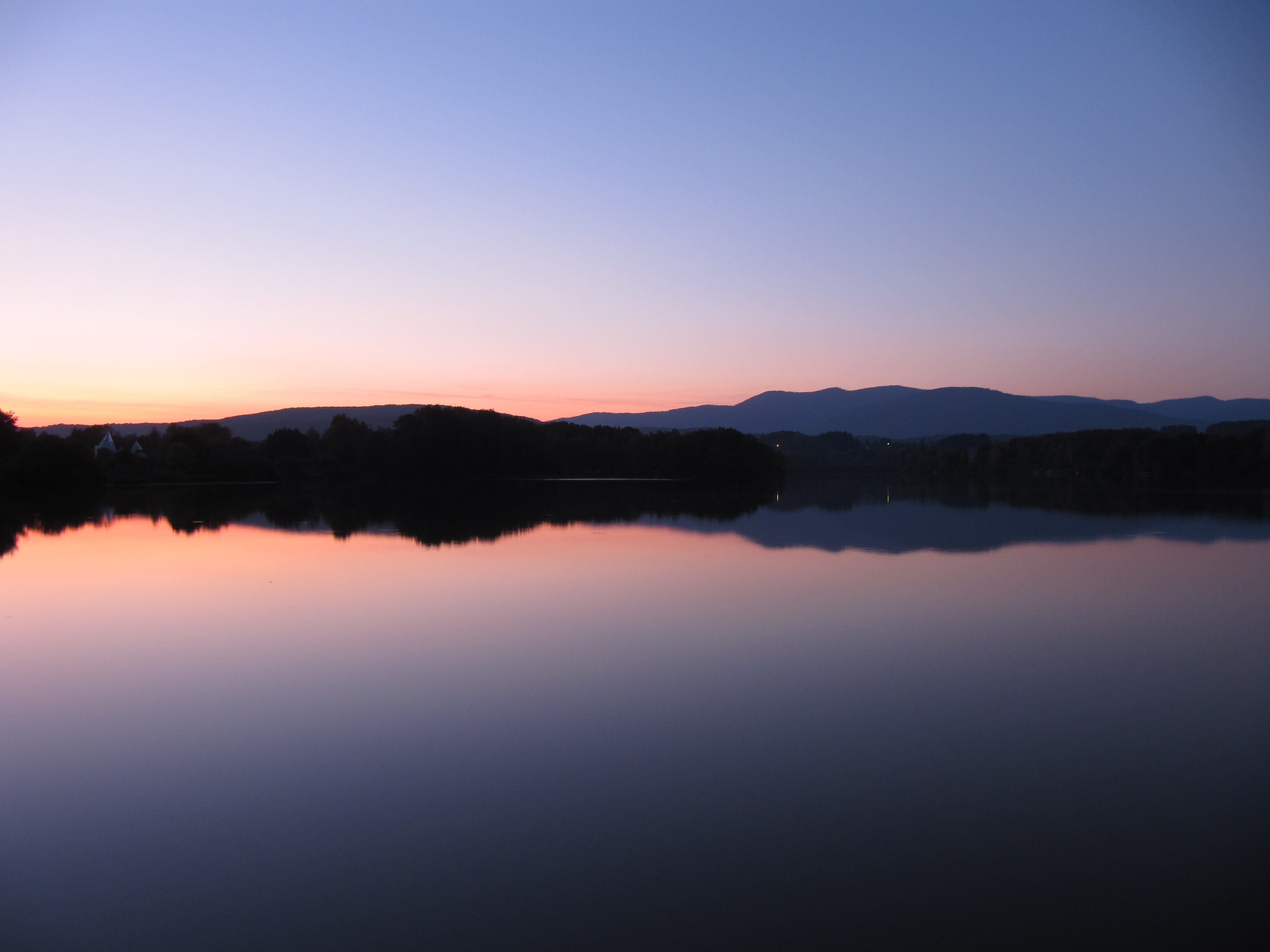
Le crépuscule à l'étang de la Véronne en septembre 2009

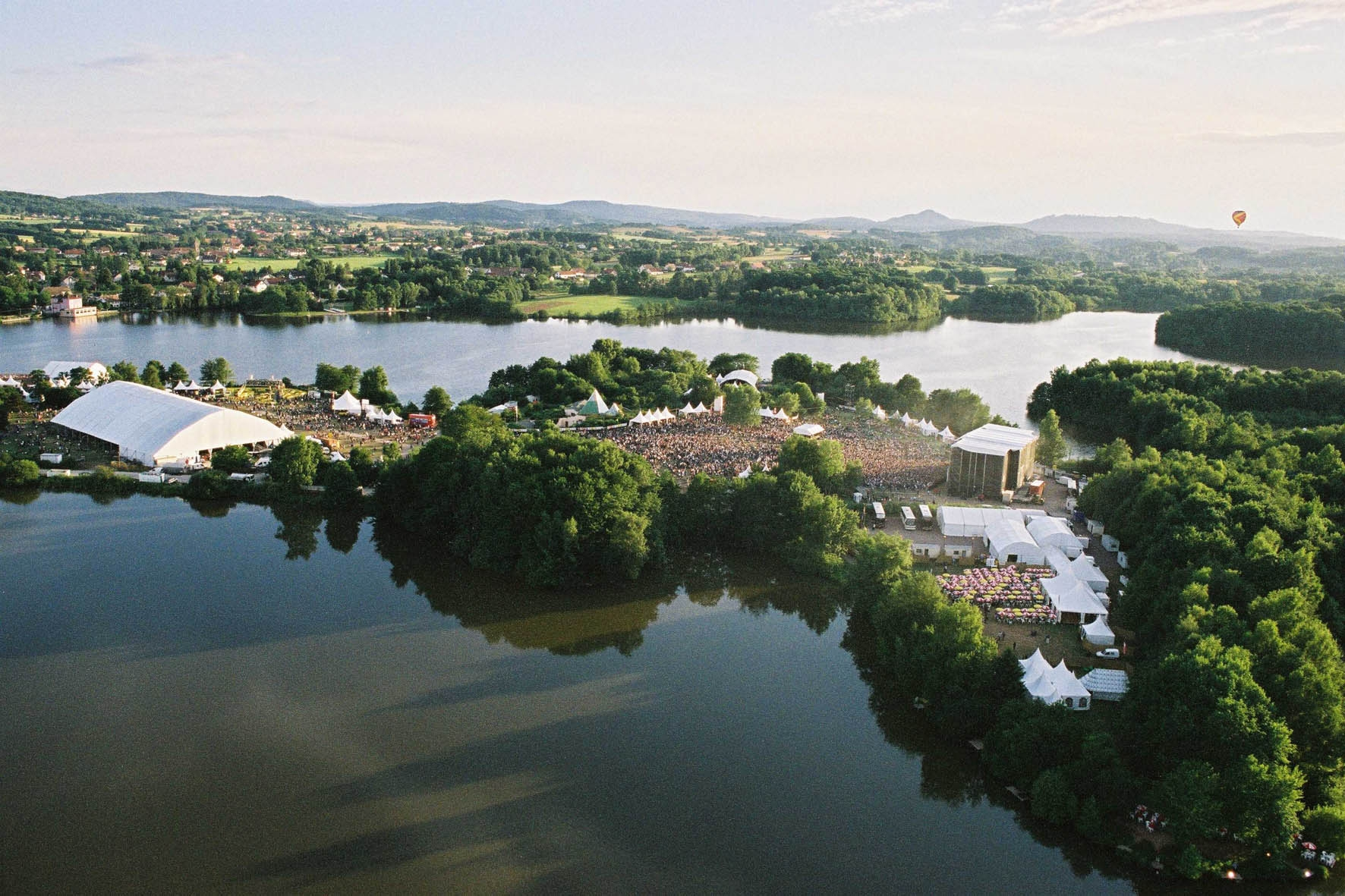
Festival des Eurockéennes 2013 sur la presqu'île de l'étang du Malsaucy

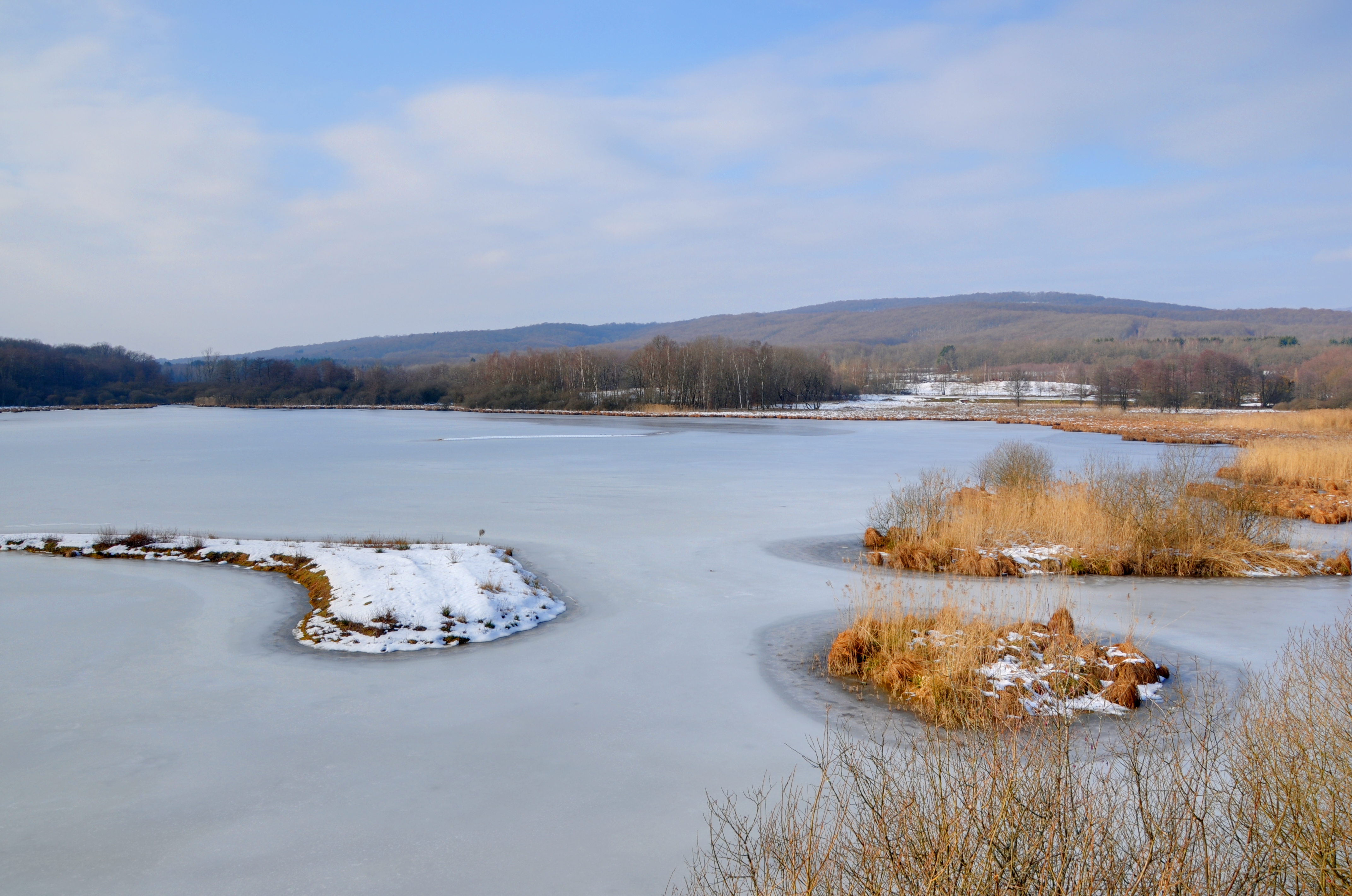
L'étang du Malsaucy en février 2010, à Sermamagny

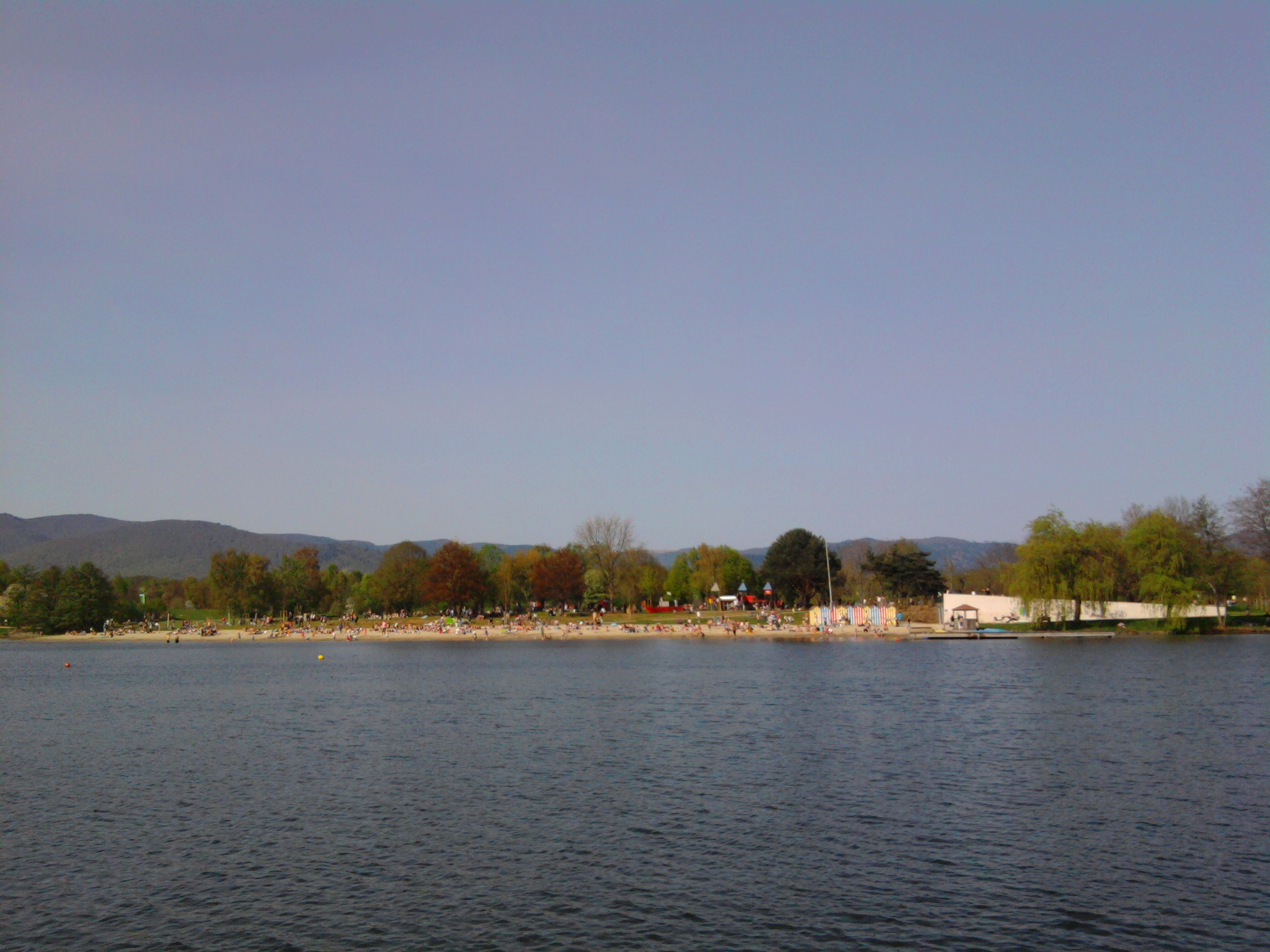
Plage du Malsaucy en avril, à Sermamagny

L'étang du Malsaucy, est un plan d'eau d'une superficie de 55 hectares et le plus grand du Territoire de Belfort. 
En raison de sa superficie supérieure à 50 hectares, le Malsaucy constitue une masse d'eau lacustre au sens du SDAGE Rhône-Méditerranée, la seule du département, qui compte cependant des milliers d'étangs plus petits.
Le site présente des caractéristiques paysagères et écologiques qui en font une attraction du département. Il accueille de nombreuses activités ludiques, éducatives et culturelles, dont l'un des plus grands festivals de musique en France : les Eurockéennes.

## Histoire
L'étang a été établi à des fins piscicoles sur des sols marécageux par Gaspard de Morimont, baron de Morimont et de Belfort, à la fin du XVe siècle ou au tout début du XVIe, période très probable de construction du barrage en terre qui retient ses eaux (soit entre 1490 et 1510). Pour être autorisé à créer les deux plans d'eau du Malsaucy et de la Véronne, Gaspard de Morimont dut verser 1 200 florins autrichiens et payer une rente annuelle à Sigismond d'Autriche, la région étant à l'époque sous domination autrichienne.
L'endiguement a également permis d'alimenter en eau les populations et industries de la région de Belfort pendant les périodes de sécheresse. La tradition désigne ses bords comme un lieu de sabbat des sorciers de la région.

## Géographie et accès
Le Malsaucy s'étend sur trois communes : Evette-Salbert, Lachapelle-sous-Chaux et Sermamagny. Vu sur une carte conventionnelle, nord en haut, il a une forme générale de Y dont la branche droite serait dans l'axe du pied, ce grand axe étant orienté nord-nord-ouest, sud-sud-est. Ses grandes dimensions sont : 1 300 à 1 400 m de long sur 300 à 400 m de large. 
L'étang du Malsaucy est en outre voisin de celui de la Véronne, situé immédiatement à l'est, de l'autre côté d'un isthme qui sépare les deux plans d'eau et que l'on appelle couramment "la presqu'île", où se déroule chaque année le festival des Eurockéennes et où se trouve la Maison départementale de l'environnement, ainsi qu'une plage publique.
L'étang est situé à six kilomètres au nord-ouest de Belfort et est accessible par deux pistes cyclables en site propre, l'une depuis Belfort (liaison avec l'Aire urbaine de Belfort-Montbéliard-Héricourt-Delle et la véloroute EuroVelo 6), l'autre depuis Sermamagny (liaison avec Giromagny et le massif des Vosges). Le site est également desservi par l'itinéraire de randonnée GR5-E2, par la gare SNCF de Bas-Evette ainsi que par le Nautibus d'Optymo l'été.
Le barrage est emprunté par la route départementale n°24.

## Activités
L'étang du Malsaucy appartient au Conseil départemental du Territoire de Belfort  qui l'aménage et l'entretient. Le site est équipé d'une base de loisirs ainsi que d'une base nautique ouvertes d'avril à octobre. a plage est gratuite et surveillée de début juin à début septembre. De plus, la Maison départementale de l'environnement offre des activités variées, dont des expositions thématiques tout au long de l'année. L'entrée en est également gratuite.
La plage surveillée, la maison départementale de l'environnement, les aménagements divers, les nombreuses activités, et la gestion en faveur de la biodiversité sont des politiques menées par le Conseil départemental. 
Le Malsaucy offre également une importante ressource piscicole (gérée par la Fédération départementale des pêcheurs). Mais on y pratique surtout l'initiation à la voile, au kayak, le perfectionnement voile, la baignade et autres activités et jeux de plage, ainsi que la promenade et l'observation de la nature, en particulier l'ornithologie. Un observatoire de faune est ouvert au public sur la rive est du Malsaucy et permet de découvrir les oiseaux présents sur le lac.  
Le triathlon de Belfort, grand événement sportif annuel, se déroulait dans son intégralité sur le site du Malsaucy à la fin du mois de mai. À partir de 2017, le site n'accueillera plus que la partie natation du triathlon puisque le parcours de course à pied, tout comme l'arrivée, ont été transférés au centre de Belfort, au pied du Lion de Belfort, sculpté par Auguste Bartholdi.  
Chaque année, le festival des Eurockéennes se déroule sur une partie du site du Malsaucy début juillet et rassemble plus de 100 000 spectateurs pendant trois jours, autour de plusieurs scènes offrant des concerts simultanés.  
L'étang de la Véronne appartient également au Département, qui l'a équipé d'un sentier permettant d'en faire le tour. Le sentier est accessible aux personnes à mobilité réduite.
Les deux étangs offrent des paysages remarquables, lacustres et forestiers, avec les Vosges en arrière-plan, et forment un ensemble extrêmement pittoresque. Les sentiers de grande randonnée GR 5 et GR 533 y passent.

## Environnement et paysages
Avec les dizaines d'étangs qui l'entourent, le Malsaucy présente une grande variété de milieux naturels – bien qu'ils soient largement d'origine anthropique. De nombreuses espèces animales et végétales y sont recensées. L'avifaune est particulièrement bien représentée, y compris pour des espèces patrimoniales, qui font du site l'un des haut-lieux de l'ornithologie régionale, avec certains étangs du sud de département. Une partie de l'étang est rendue inaccessible au public de façon à créer un espace de quiétude notamment pour l'avifaune. Le Conseil départemental a réalisé dans ce secteur des travaux permettant de favoriser la biodiversité. La chasse n'y est pas autorisée.
Depuis le 19 mai 2011, le site est classé « Refuge LPO » dans le cadre d'un partenariat entre le Conseil départemental et la Ligue de Protection des Oiseaux.
Des observatoires permettant de découvrir la faune en la dérangeant le moins possible ont été construits par le Département tant sur le Malsaucy que sur la Véronne.
Le site offre des panoramas exceptionnels sur ses étendues lacustres et forestières, et sur le massif des Vosges en arrière-plan (Ballon d'Alsace, Ballon de Servance, Wissgrut, Baerenkopf), ainsi que des ambiances spectaculaires notamment en hiver lorsque les étangs sont gelés et que le massif est couvert de neige, au printemps lorsque les névés sur les sommets contrastent avec le vert frais des nouvelles feuilles en forêt, à l'automne lorsque les forêts prennent des couleurs jaune à rouge.

## Eau et santé

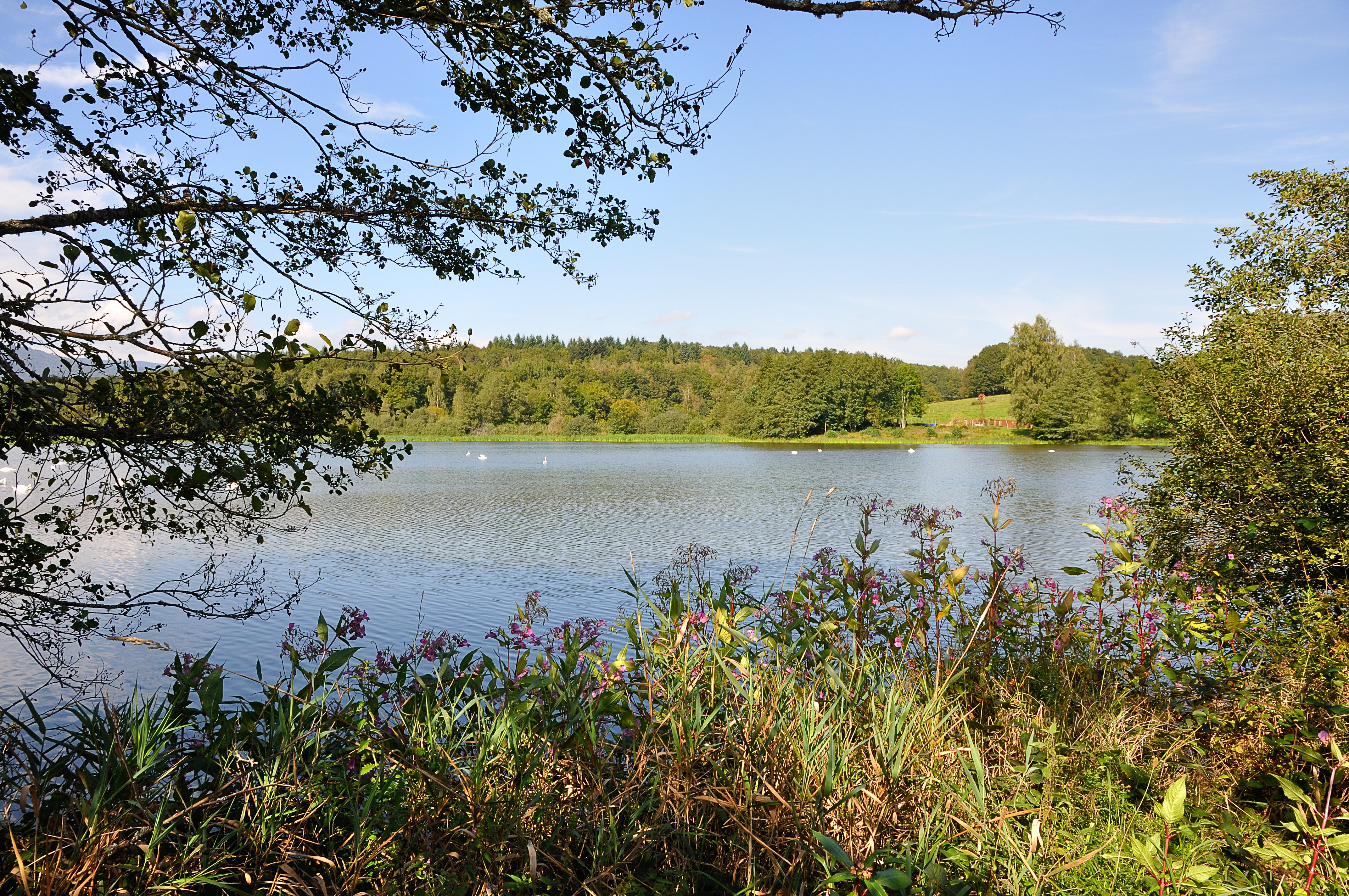
Etang de la Véronne - Territoire de Belfort

Au sens de la directive européenne sur l'eau, le Malsaucy constitue une masse d'eau lacustre répertoriée FRDL5, la seule du département car aucun autre plan d'eau n'a la surface requise, bien qu'il existe de très nombreux autres plans d'eau. Toujours au sens de la directive, le Malsaucy est une masse d'eau artificielle, car formée par un barrage.
La surveillance sanitaire des activités aquatiques est assurée par l'Agence régionale de santé (DDASS jusqu'en 2009). Des bulletins de qualité de l'eau sont affichés régulièrement sur la plage. Les informations sont disponibles sur le site du Ministère de la santé.